# Айтор Фернандес Абаріскета
Айтор Фернандес Абаріскета (ісп. Aitor Fernández; нар. 3 травня 1991, Аррасате) — іспанський футболіст, воротар.
Грав за юнацькі збірні Іспанії.

## Клубна кар'єра
Народився 3 травня 1991 року в Аррасате. Вихованець футбольної школи клубу «Атлетік Більбао». У дорослому футболі дебютував 2008 року виступами за третю команду рідного клубу «Басконія», а протягом 2010—2012 років грав за його другу команду «Більбао Атлетік».
Провівши першу половину сезону 2012/13 в оренді в іншій третьоліговій команді, «Баракальдо», у січні 2013 року голкіпер перейшов до «Вільярреала». У цьому клубі провів наступні три з половиною роки, виступаючи за команду «Вільярреал Б». Включався до заявки основної команди клубу, утім в офіційних іграх за неї не дебютував.
Протягом 2016—2018 років захищав кольори друголігової «Нумансії», після чого перейшов до «Леванте». У цій команді в сезоні 2018-19 27-річний на той час воротар нарешті дебютував в іграх Ла-Ліги. У двох наступних сезонах був основним голкіпером команди на рівні найвищого іспанського дивізіону.
2 липня 2022 року уклав трирічний контракт з іншим представником Ла-Ліги, «Осасуною».

## Виступи за збірні
2009 року дебютував у складі юнацької збірної Іспанії (U-19), загалом у її складі взяв участь у п'яти іграх.
2011 року у складі команди 20-річних був учасником тогорічної молодіжної першості світу, де іспанці припинили боротьбу на стадії чвертьфіналів.